# サントリー音楽賞
サントリー音楽賞（サントリーおんがくしょう）は，公益財団法人サントリー芸術財団が主催する音楽の賞。
財団法人鳥井音楽財団が設立された1969年から、日本に洋楽の振興を目的として、毎年、その前年度において日本の洋楽文化の発展に最も功績のあった個人又は団体を顕彰して贈呈される。1978年10月からサントリー音楽財団、2009年9月から公益財団法人サントリー芸術財団に移行した。旧名は「鳥井音楽賞」。賞金は700万円。

## 歴代受賞者
- 第1回（1969年度） 小林道夫（ピアノ・チェンバロ・指揮）
- 第2回（1970年度） 堤剛（チェロ）
- 第3回（1971年度） 三谷礼二（オペラ演出）
- 第4回（1972年度） 小川昂（理論・評論）
- 第5回（1973年度） ICUオルガン委員会（国際基督教大学）
- 第6回（1974年度） 秋山和慶（指揮）
- 第7回（1975年度） 栗林義信（声楽）、山根銀二（評論）
- 第8回（1976年度） 芥川也寸志と新交響楽団（アマチュア・オーケストラ）
- 第9回（1977年度） 常森寿子（声楽）
- 第10回（1978年度） 松村禎三（作曲）
- 第11回（1979年度） 吉原すみれ（打楽器）
  - 特別贈賞（1979年6月） 巖本真理弦楽四重奏団
- 第12回（1980年度） 妹尾河童（舞台美術）、特別賞：江戸英雄（第1回日本国際音楽コンクール会長）
- 第13回（1981年度） 柴田南雄（作曲）
- 第14回（1982年度） 外山雄三（指揮）、特別賞：原清（ザ・シンフォニーホール建設グループ代表）
- 第15回（1983年度） 鈴木敬介（オペラ演出）
- 第16回（1984年度） 豊田喜代美（声楽）
- 第17回（1985年度） 日本テレマン協会（室内管弦楽団・合唱団）
- 第18回（1986年度） 内田光子（ピアノ）、若杉弘（指揮）
- 第19回（1987年度） 岩城宏之（指揮）
- 第20回（1988年度） 林康子（声楽）
- 第21回（1989年度） 有田正広（古楽演奏）
- 第22回（1990年度） 武満徹（作曲）
- 第23回（1991年度） 尾高忠明（指揮）
- 第24回（1992年度） 練木繁夫（ピアノ）
- 第25回（1993年度） 五嶋みどり（ヴァイオリン）、特別賞：ヴォルフガング・サヴァリッシュ（指揮）
- 第26回（1994年度） 和波孝禧（ヴァイオリン）
- 第27回（1995年度） 今井信子（ヴィオラ）
- 第28回（1996年度） 園田高弘（ピアノ）、湯浅譲二（作曲）
- 第29回（1997年度） 東京交響楽団
  - 特別贈賞（1997年8月） 黛敏郎（作曲）
- 第30回（1998年度） 林光（作曲）
- 第31回（1999年度） 三善晃（作曲）
- 第32回（2000年度） 飯守泰次郎（指揮）
- 第33回（2001年度） 一柳慧（作曲）
- 第34回（2002年度） 小澤征爾（指揮）、木村かをり（ピアノ）
- 第35回（2003年度） 野平一郎（作曲）
- 第36回（2004年度） 西村朗（作曲）
- 第37回（2005年度） 鈴木秀美（チェロ・指揮）
- 第38回（2006年度） 東京混声合唱団
- 第39回（2007年度） 細川俊夫（作曲）
- 第40回（2008年度） 小山由美（メゾソプラノ）
- 第41回（2009年度） 大野和士（指揮）
- 第42回（2010年度） 渡辺順生（チェンバロ）
- 第43回（2011年度） 受賞者なし
- 第44回（2012年度） 藤村実穂子（メゾソプラノ）
- 第45回（2013年度） 鈴木雅明とバッハ・コレギウム・ジャパン（オーケストラ・合唱団）
- 第46回（2014年度） 広上淳一と京都市交響楽団
- 第47回（2015年度） トッパンホール
- 第48回（2016年度） 小菅優
- 第49回（2017年度） 読売日本交響楽団
- 第50回（2018年度） 高関健
- 第51回（2019年度） 河村尚子
- 第52回（2020年度） 三輪眞弘
- 第53回（2021年度）濱田芳通（指揮・リコーダー・コルネット）
- 第54回（2022年度）井上道義（指揮）
- 第55回（2023年度）近藤譲